# Adam Jezierski
Adam Jezierski (Varsavia, 11 luglio 1990) è un attore polacco naturalizzato spagnolo.

## Biografia
Nato a Varsavia, in Polonia, a 7 anni si trasferisce con la sua famiglia a Madrid.
È apparso in serie come Me Pones, Cuestión de sexo e Cuéntame cómo pasó. Nel 2008 ha raggiunto la fama personificando Gorka nella serie Fisica o chimica, in cui ha anche interpretato una delle canzoni della colonna sonora con il gruppo Cinco de Enero.
Nel cinema ha partecipato a Gordos di Daniel Sánchez Arévalo e a Tensión sexual no resuelta di Miguel Ángel Lamata. Nel 2011 è tornato alla televisione, prendendo parte a un episodio di Ángel o demonio e tornando sulla scena di Fisica o chimica.
Tra gli altri ruoli da lui interpretati, va annoverato quello nella serie Con el culo al aire di Antena 3, in cui interpreta Javi.

## Filmografia

### Cinema
- Sueños (2003)
- Siete (2004)
- Gordos (2009)
- Tensión sexual no resuelta (2010)
- Cruzando el límite (2010)
- Animales domésticos (2010)
- Tormenta (2011)
- Verbo (2011)
- Turno de Noche (2011)
- Vado Permanente (2012)
- Tres 60 (2013)

### Televisione
- Cuéntame cómo pasó - serie TV, 3 episodi (2006-2007)
- Hospital Central - serie TV, 1 episodio (2007)
- Cuestión de sexo - serie TV, episodio 4x08 (2007)
- Fisica o chimica (Física o Química) - serie TV, 52 episodi (2008-2011)
- Ángel o demonio - serie TV, episodio 2x01 (2011)
- Cheers - serie TV, 9 episodi (2011-2012)
- Con el culo al aire - serie TV, (2012-presente)
- Tormenta  - serie TV,  (2013)
- Aula de Castigo - serie TV, (TBA)
- I Farad (Los Farad) – serie TV, (2023)